# Héber Lopes
Héber Roberto Lopes (Londrina, 13 luglio 1972) è un arbitro di calcio brasiliano, internazionale dal 2002 al 2017.

## Carriera
Attivo a livello statale dal 1995, dal 1997 dirige in Série A. È affiliato sia alla CBF che alla Federazione Catarinense (è stato affiliato, fino al 2012, alla federazione Paranaense). Ha arbitrato la finale di ritorno della Coppa del Brasile 2007 e quelle di andata delle Coppa del Brasile 2008 e 2009. Nel 2009 è stato eletto miglior arbitro del Brasile. Tra i suoi risultati più rilevanti negli incontri internazionali si annoverano la presenza in sette edizioni della Copa Libertadores, la direzione di un incontro valevole per le qualificazioni al campionato mondiale di calcio 2010 - CONMEBOL e la semifinale dei Giochi Panamericani 2007 tra Giamaica under 20 e Messico under 20. Ha inoltre presenziato al Campionato sudamericano di calcio Under-20 2005 e al campionato mondiale di calcio Under-17 2003.
Nell'ottobre 2013 è convocato dalla FIFA per il Campionato mondiale di calcio Under 17 2013. Nella circostanza, viene impiegato per due partite della fase a gironi, un ottavo di finale ed una semifinale, quest'ultima tra Svezia e Nigeria.
Nel 2016 viene selezionato per la Copa América Centenario, dove dirige tre incontri, tra cui la finalissima tra Argentina e Cile.